# Familia Tattaglia
La familia Tattaglia es una mafia ficticia que sale en el libro El padrino escrito por Mario Puzo y llevado al cine en la película El Padrino dirigida por Francis Ford Coppola basada en la historia del libro. Esta familia mafiosa está ubicada en Nueva York y compite por el poder de esta ciudad contra otras cuatro familias: la familia Barzini, la familia Cuneo, la familia Stracci y la familia Corleone. Los Tattaglia controlaban Brooklyn.

## Historia enEl padrino(película)
La familia Tattaglia está gobernada por Philip Tattaglia y, por debajo de él, mandaba su hijo: Bruno Tattaglia. Esta familia trabaja con un mafioso traficante de drogas llamado Virgil Sollozzo, también conocido como El turco. Este traficante se mete en Nueva York y, tenía la protección de la familia Tattaglia, lo único que le faltaba era protección política, que le podría haber aportado Vito Corleone. Este era el jefe de la familia Corleone, familia que ya había asesinado a Bruno Tattaglia. Tras atentar contra la vida de Vito, Sollozzo es asesinado junto al capitán de policía McCluskey, un agente corrupto comprado por El turco, también implicado. Los dos mueren a manos de Michael Corleone.
Luego asesinarán al hijo mayor de Vito, Sonny, y este convoca una reunión en la que accede a darles protección política que requerían.
Tiempo después el jefe de los Tattaglia, Philip Tattaglia, es asesinado al mismo tiempo que Emilio Barzini, Víctor Stracci, Ottilio Cuneo y Moe Green. Los tres primeros son los jefes de las otras tres familias enemigas de los Corleone y, el último era el dueño de unos hoteles y casinos que muere por golpear a Fredo Corleone, por amenazar a Michael Corleone y por asociarse con Barzini.
Tras la muerte de Don Tattaglia, lo sucedió en el poder el entonces consigliere Ozzie Altobello, quien continuó dirigiendo a la familia hasta su muerte a manos de los Corleone durante el recital de Anthony, el hijo de Michael Corleone.